# 라다크어
라다크어(라다크어: ལ་དྭགས་སྐད་, 영어: Ladakhi Language)는 인도의 연방 직할지인 라다크에서 사용되는 티베트계 언어이다. 라다크어는 인도의 레 구역에서 가장 많이 쓰이는 언어이다. 인도에서 약 50,000명이 사용하고, 중국의 티베트 자치구에서는 20,000명이 사용하는 것으로 추정된다. 라다크어의 방언으로는 레에서 쓰이는 Lehskat, 레 구역의 북서쪽에서 쓰이는 Shamskat, 인더스강 유역에서 쓰이며 성조가 있는 Stotskat, 레 구역의 북쪽에서 쓰이는 Nubra가 있다. 또한 창탕 지역의 창파인들이 쓰는 창탕어와 잔스카르 지역에서 쓰이는 장스카르어는 상당히 방언적 차이가 크다. 라다크어는 카르길 구역에서 쓰이는 푸르기어(Purgi)나 발티어(Balti)와는 구분되는 언어이다.

## 이름
라다크어는 Bhoti 또는 Bodhi로도 불린다. 하지만 Bhoti와 Bodhi는 불교도(Buddhist)처럼 들리기 때문에, 같은 언어를 사용하는 라다크인 무슬림들은 소외감을 느낄 수 있어서 대부분의 라다크어 사용자들은 자신의 언어를 라다크어라 부른다고 한다.

## 분류
니콜라 투르나드르는 상호 의사소통성에 근거하여 라다크어, 발티어, 푸르기어를 서로 다른 언어(장카르어는 다른 언어가 아님)로 보았다. 이들을 함께 묶어 라다크-발티어(Ladakhi–Balti) 또는 서부 고티베트어(Western Archaic Tibetan)라고 한다.

### 내용주
1. ↑  대부분의 사용자들은 창탕(영어판) 지역에 거주한다.

### 참고주
1. ↑  Hammarström, Harald; Forkel, Robert; Haspelmath, Martin; Bank, Sebastian, 편집. (2023). 〈Kenhatic〉. 《Glottolog 4.8》. Jena, Germany: Max Planck Institute for the Science of Human History.
2. ↑  Omniglot Ladakhi Language Introduction 보관됨 2021-11-08 - 웨이백 머신, The Himalayan Initiatives, retrieved 23 January 2021.
3. ↑  
Namgial, Eshay (Spring–Summer 2018), “Ladakhi: An off Shoot of Classical Tibetan Language”, 《The Tibet Journal》 43 (1): 35–47, JSTOR 26634904
4. ↑  
“Ladakhi Language & Phrasebook”. Leh-Ladakh Taxi Booking. 2021년 12월 5일에 확인함.